# Бахмут (Молдова)
Бахмут (рум. Bahmut) — село в Каларашском районе Молдавии. Является административным центром коммуны Бахмут, включающей также железнодорожную станцию Бахмут.

## История
Согласно Спискам населенных мест Бессарабской губернии за 1859 год, Бахмут — владельческая деревня при колодце в 67 дворов. Население составляло 507 человек (270 мужчин, 237 женщин). Входила в состав Ясского уезда, переименованного в 1887 году в Бельцкий уезд Бессарабской губернии. Деревня с крестьянами принадлежала польским дворянам Мальским.
На момент проведения выкупной операции селом владели Е. Д. Мальская и Кульцыло.

## География
Село расположено на высоте 197 метров над уровнем моря.

## Население
По данным переписи населения 2004 года, в селе Бахмут проживает 1226 человек (610 мужчин, 616 женщин).
Этнический состав села:
| Национальность | Число жителей | Процентный состав |
| -------------- | ------------- | ----------------- |
| молдаване      | 1190          | 97.06             |
| украинцы       | 11            | 0.9               |
| русские        | 11            | 0.9               |
| румыны         | 10            | 0.82              |
| болгары        | 2             | 0.16              |
| прочие         | 2             | 0.16              |
| Всего          | 1226          | 100 %             |

## Достопримечательности
- В центре села располагается полуразрушенная усадьба семьи Чолак-Мальских (Ciolac-Malski). Поместье выстроенно в неоклассическом русском стиле польскими дворянами Мальскими (Malski) в середине XIX века. До 1945 года здание находилось в отличном состоянии. Затем польская аристократия покинула республику, а в усадьбе разместилась местная школа. С 1989 года, с момента строительства новой школы, здание заброшено. В настоящее время эта, некогда одна из самых красивых помещичьих усадеб в Молдове, разрушается временем и местными жителями и находится в плачевном состоянии.[10]
- Неухоженным остается и мемориал «Братская могила» в селе Бахмут. По списку, захороненными значатся 8 бойцов Красной Армии, имена которых пока ещё можно различить на памятных досках.[11]
- В селе располагается краеведческий музей «Stefan cel Mare», организованный в 2006 году местной жительницей Александрой Захаровной Бэдэрэу. Среди экспонатов музея предметы домашней утвари, старые газеты и журналы, фотографии односельчан и другие вещи, так или иначе связанные с Бахмутом.[12]
- С юго-западной стороны Бахмута располагается природный заповедник «Плаюл Фагулуй» (Plaiul Fagului — Буковый край). Заповедник был создан в мае 1992 года на базе охотничьего хозяйства «Рэдений Векь» в северо-восточной части Плоскогорья Кодр. Площадь его составляет 5558,7 га, из них 5375,5 га леса. Территория заповедника очень разнородна, местами встречается горный рельеф. Преобладают крутые склоны, деформированные давними оползнями. Высота варьирует от 140 до 410 м над уровнем моря. Речка Рэдень, с каскадом озёр, делит заповедник на два приблизительно равных массива. Территория природного заповедника «Плаюл фагулуй» частично доступна для экологического туризма.[13]